# Буковецька сільська рада (Міжгірський район)
| Буковецька сільська рада — колишній орган місцевого самоврядування у Міжгірському районі Закарпатської області з адміністративним центром у с. Буковець. Сільській раді були підпорядковані населені пункти: - с. Буковець - с. Потік |

## Склад ради
Рада складалася з 14 депутатів та голови.

## Керівний склад сільської ради
| ПІБ                     | Основні відомості                                                         | Дата обрання | Дата звільнення |
| ----------------------- | ------------------------------------------------------------------------- | ------------ | --------------- |
| Бедь Михайло Михайлович | Сільський голова, 1957 року народження, освіта вища, безпартійний         | 26.03.2006   | 31.10.2010      |
| Бедь Михайло Михайлович | Сільський голова, 1957 року народження, освіта вища, член Партії регіонів | 31.10.2010   | 10.11.2013      |

Примітка: таблиця складена за даними джерела

## Населення
Згідно з переписом УРСР 1989 року чисельність наявного населення села становила 629 осіб, з яких 303 чоловіки та 326 жінок.
За переписом населення України 2001 року в селі мешкали 593 особи.

### Мова
Розподіл населення за рідною мовою за даними перепису 2001 року:
| Мова       | Відсоток |
| ---------- | -------- |
| українська | 99,67 %  |
| російська  | 0,33 %   |